# Muratove, Novoaidar
Muratove (în ucraineană Муратове) este localitatea de reședință a comunei Muratove din raionul Novoaidar, regiunea Luhansk, Ucraina.

## Demografie
Componența lingvistică a localității Muratove
     Ucraineană (84,43%)
     Rusă (14,26%)
     Alte limbi (0,29%)
Conform recensământului din 2001, majoritatea populației localității Muratove era vorbitoare de ucraineană (84,43%), existând în minoritate și vorbitori de rusă (14,26%).